# Wordle

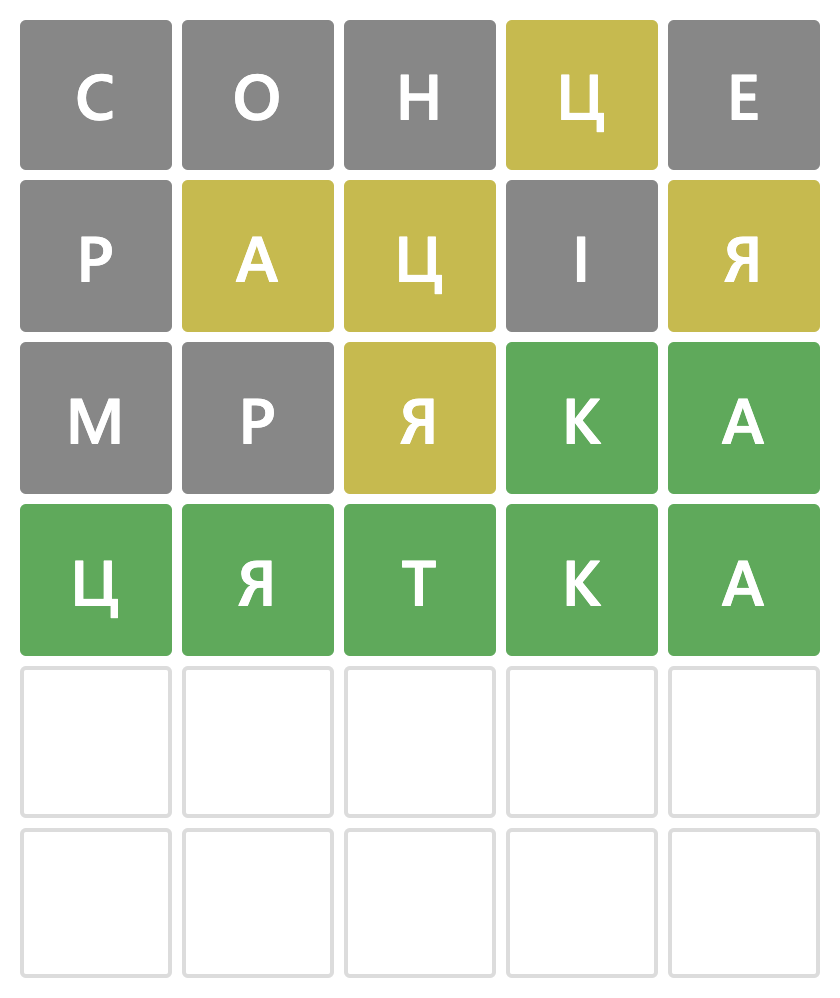
Ігрове поле Wordle

Wordle — браузерна гра, в якій гравець намагається вгадати слово з 5 букв, маючи на це не більше 6 спроб. Створена англійським розробником Josh Wardle на початку 2021 для своєї партнерки й оприлюднена ним в жовтні того ж року, в грудні 2021 вона набула неабиякої популярності в інтернеті, ставши вірусною, коли гравці почали ділитись результатами у Твіттері, а ентузіасти — створювати клони гри й версії іншими мовами.
У січні 2022 року видання New York Times придбало Wordle. Точна сума контракту поки невідома, проте мова йде про семизначне число.

## Опис
Вгадуючи слово, гравець вводить свою здогадку в рядок ігрового поля, після чого отримує підказку про те, наскільки близькою вона була по кожній букві:
- Зеленим кольором підсвічуються букви, які вгадано точно включаючи їхню позицію в слові.
- Жовтим — ті, що є в слові, але в іншому місці.
- Сірим — ті, яких в слові немає.

Особливістю гри є те, що кожного дня загадується лише одне слово, одне й те саме для всіх.

## Українські версії гри
- Слівце [Архівовано 5 лютого 2022 у Wayback Machine.]
- Словко [Архівовано 27 січня 2022 у Wayback Machine.]
- Wordle українською [Архівовано 24 січня 2022 у Wayback Machine.]
- Кобза [Архівовано 26 січня 2022 у Wayback Machine.]
- Солов'їна [Архівовано 9 лютого 2022 у Wayback Machine.] — web- та Android-версії
- Wordle Українська/Ukrainian